# The Only Flame in Town
The Only Flame in Town is een lied uit 1984 van de Britse zanger Elvis Costello. Het is de tweede single en de openingstrack van zijn album Goodbye Cruel World. Naast zijn toenmalige begeleidingsband The Attractions wordt Costello hier bijgestaan door de Portugese percussionist Luis Jardim, de ex-blazers van de band Dexys Midnight Runners en de Amerikaanse zanger Daryl Hall, die de tweede stem voor zijn rekening neemt. Op de B-kant staat de albumtrack "The Comedians".

## Videoclip
In de bijbehorende clip speelt Costello een vrijgezel die een afspraakje heeft met een jong meisje (een rol van Brooke Shields); ook de Attractions-leden Bruce Thomas en Steve Nieve (alias Maurice Worm) mogen zich op vrouwelijk gezelschap verheugen. Halverwege het eerste couplet arriveert Daryl Hall. Hij ziet zijn partner binnen de kortste keren overlopen naar Attractions-drummer Pete Thomas. Deze clip verving het origineel waarin Costello grotendeels zonder brilmontuur te zien is.
In 2004 verscheen een akoestische live-versie op de tweede heruitgave van Goodbye Cruel World.